# Lux Alice
G. Lux Alice (Bustyaháza, 1906. október 23. – Budapest, 1988. augusztus 21.) magyar szobrász.

## Életpályája
1926–1931 között az Országos Magyar Iparművészeti Iskola kisplasztika szakán tanult, ahol Lux Elek oktatta. Tanulmányúton Rómában volt.
Épületplasztikái főként férje, Gregersen Hugó építész alkotásait díszítik.
Sírja a Farkasréti temetőben található (35-5-73.).

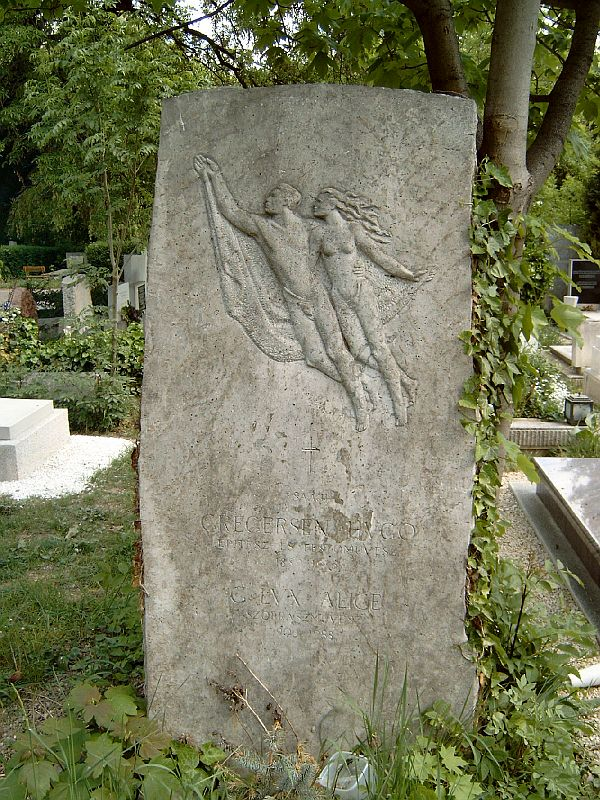
Gregersen Hugó és Lux Alice sírja Budapesten. Farkasréti temető: 35-5-73.

## Válogatott, csoportos kiállításai
- 1930 • Jubileumi Kiállítás, Műcsarnok, Budapest
- 1932 • La Esposizione d’arte della giovanezza fascista romana, Róma
- 1933, 1935 • I., III., Nemzeti kiállítás, Műcsarnok, Budapest
- 1934, 1937 • Szinyei Társaság Tavaszi kiállítása, Nemzeti Szalon, Budapest
- 1938 • I. Magyar Országos Iparművészeti kiállítás, Budapest
- 1941 • Művészeti Hetek, Ungvár
- 1951, 1952, 1955, 1968 • 2., 3., 6., 11. Magyar Képzőművészeti kiállítás, Műcsarnok, Budapest
- 1957 • Tavaszi Tárlat, Műcsarnok, Budapest
- 1959 • Képzőművésznők kiállítása, Műcsarnok, Budapest
- 1968 • X. Miskolci Országos Képzőművészeti kiállítás.

## Művei
- Feszület
- Veszelei Franciska síremléke
- Járfás Tamás síremléke
- Gregersen Hugó és Lux Alice síremléke
- Nő vázával (Budapest, 1934)
- Vízhordó nő (Budapest, 1935)

- Danaidák (Budapest, 1936)
- Anya gyermekével (Budapest, 1936)

- Erkély-dombormű (Budapest, 1936)
- Hermész (Budapest, 1937)

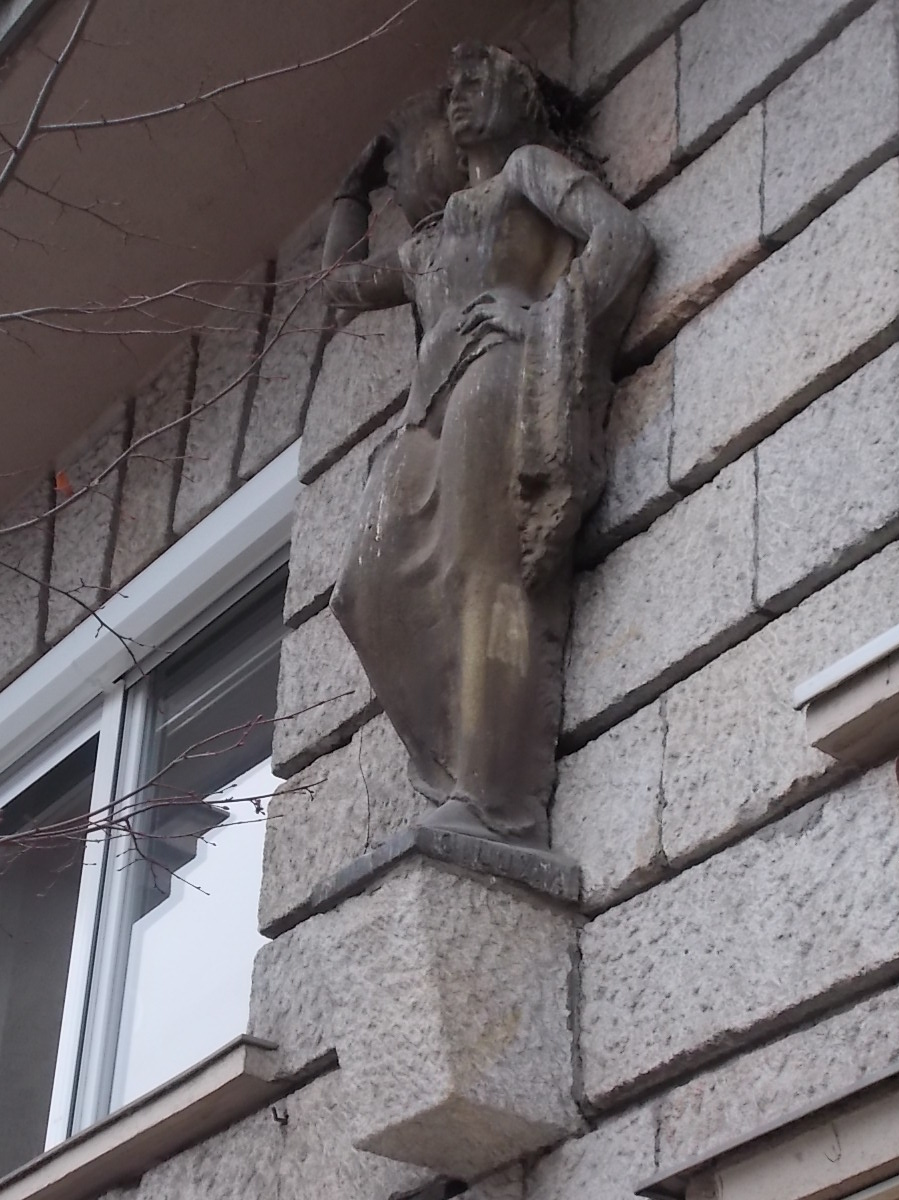
Vízhordó nő (Budapest, 1935)

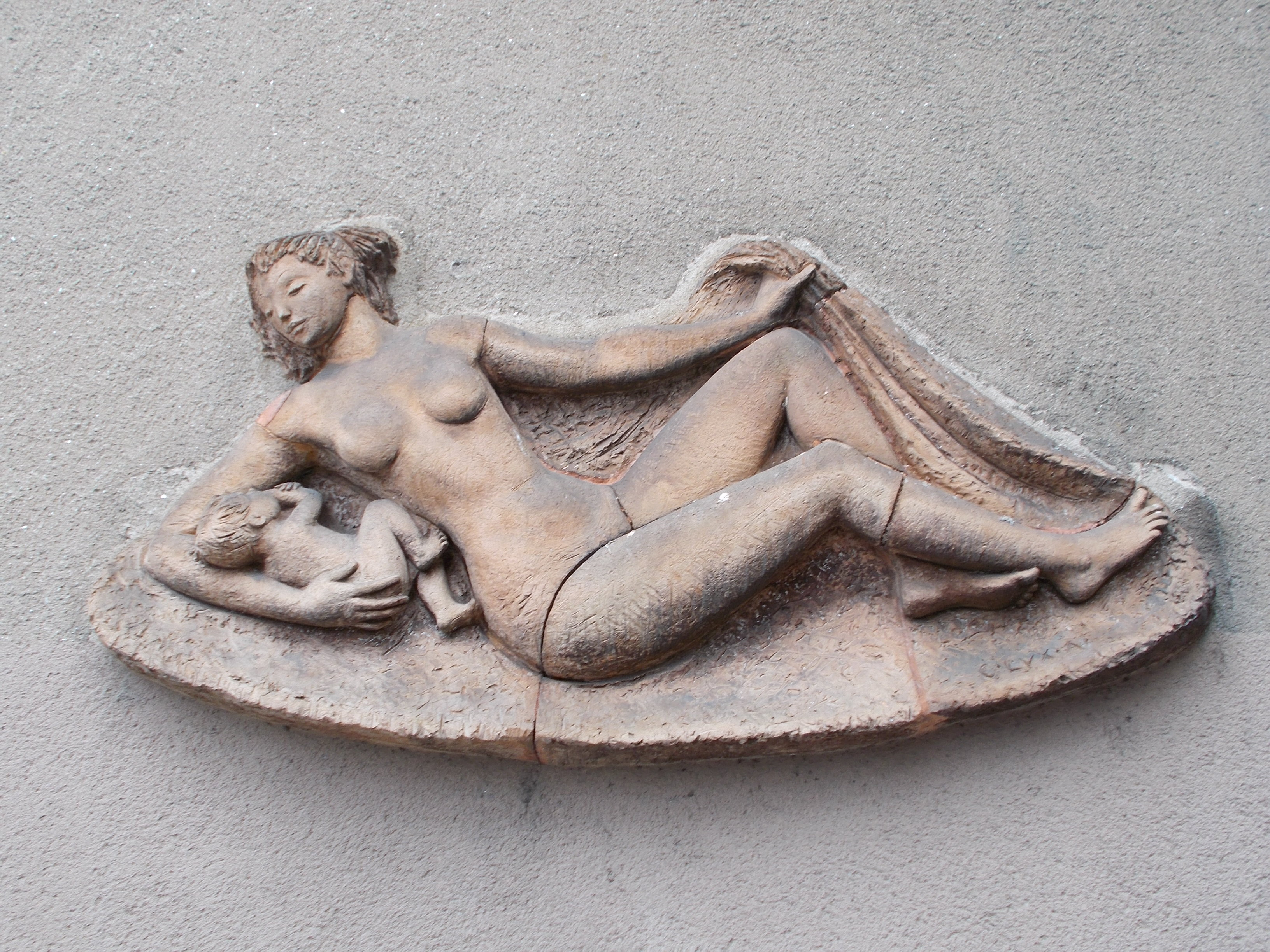
Anya gyermekével (Budapest, 1936)

- Merkúr és Fortuna (Budapest, 1937)
- Domborművek (Budapest, 1939)
- A volt Hitelbank épületének szobrai (Debrecen, 1940)
- Relief (Budapest, 1940)
- Liliom utca 1-es számú ház domborműve (Budapest, 1941)
- Nő kacsával (Budapest, 1944)
- A Gubacsi lakótelep épületeinek díszítő kerámiái II. (Budapest, 1955)
- Az Újvidék téren álló iskolaépület homlokzati díszítő domborműve (Budapest, 1959)
- Kútfigura – Ülő nő (Oroszlány, 1963)
- Napba néző (Ülő nő) (Kecskemét, 1964)
- Pánsípon játszó nő (Edelény, 1966)
- Ugráló csikók-Csikó (Nagykanizsa, 1970)
- Losonczy György síremléke (Budapest, 1977)

## Díjai
- Nemzeti Szalon kitüntető elismerése (1934)
- Brüsszeli Világkiállítás aranyérme (1936)
- Szinyei Társaság kitüntető elismerése (1936)
- Párizsi Világkiállításon két aranyérem és egy ezüstérem (1937)
- Milánói Iparművészeti Triennálé aranyérme (1940)